# Magnesiumacetat
Magnesiumacetat ist eine chemische Verbindung aus der Gruppe der Magnesiumverbindungen und Acetate. Es ist das Magnesiumsalz der Essigsäure mit der Konstitutionsformel Mg(CH3COO)2.

## Gewinnung und Darstellung
Magnesiumacetat kann durch Reaktion von Magnesium oder Magnesiumoxid mit Essigsäure hergestellt werden.
{\displaystyle \mathrm {Mg+2\ CH_{3}COOH\rightarrow Mg(CH_{3}COO)_{2}+H_{2}\uparrow } }
{\displaystyle \mathrm {MgO+2\ CH_{3}COOH\rightarrow Mg(CH_{3}COO)_{2}+H_{2}O} }

## Eigenschaften
Magnesiumacetat liegt als weißer, geruchloser, hygroskopischer Feststoff vor. Bei Temperaturen über 135 °C zersetzt sich die Verbindung. Sie kommt auch als Tetrahydrat vor, welche in einer monoklinen Kristallstruktur analog zu Nickelacetat vorliegt. Die Raumgruppe ist P21/c (Nr. 14) und zwei Molekülen in einer Gruppe mit einer Kantenlänge von a = 475 pm, b = 1179 pm, c = 852 pm und β = 94°54'.

## Verwendung
Magnesiumacetat-Tetrahydrat wird bei der Herstellung anderer chemischer Verbindungen und zur Analyse verwendet. In Kombination mit Calciumacetat (Calciummagnesiumacetat) wird es als Streusalz eingesetzt. Weiterhin kann es bei der Färbung von Textilien, als Katalysator bei der Polyester-Produktion, bei der Herstellung von Zigarettenpapier und beim Offset-Druck verwendet werden. Medizinisch reines Magnesiumacetat kann in Dialyselösungen verwendet werden.
In der klinischen Chemie wird es zusammen mit Phosphorwolframsäure als Fällungsreagenz für ApoB-haltige Lipoproteine verwendet.